# Due respiri (singolo)
Due respiri è un singolo della cantante italiana Chiara, pubblicato l'8 dicembre 2012 come unico estratto dall'EP omonimo.

## Descrizione
Scritto da Luca Chiaravalli e Saverio Grandi e composto dallo stesso Chiaravalli con Eros Ramazzotti, Due respiri è stato presentato per la prima volta da Chiara durante la semifinale della sesta edizione del talent show X Factor.
Il singolo è stato incluso anche nella compilation della sesta edizione di X Factor, X Factor Compilation 2012, oltreché nel primo album in studio di Chiara Un posto nel mondo, uscito l'anno seguente.
Il 3 giugno 2013 vince il premio Wind Music Awards.

## Video musicale
Il videoclip, diretto da Marco Salom, è stato reso disponibile in anteprima dal 20 dicembre 2012 su Sky Uno, per poi essere stato caricato due giorni più tardi sul canale Vevo della cantante.
Il video di Due respiri vede Chiara aggirarsi su una spiaggia all'interno di un'atmosfera malinconica e romantica.

## Tracce
Testi di Luca Chiaravalli e Saverio Grandi, musiche di Eros Ramazzotti, Luca Chiaravalli e Saverio Grandi.
1. Due respiri – 3:23

## Formazione
- Chiara – voce
- Luca Chiaravalli – tastiera, pianoforte, programmazione
- Biagio Sturiale – chitarra, basso
- Diego Corradin – batteria
- Morgan – cori

## Successo commerciale
Il singolo ottiene un grande successo commerciale, difatti ad una settimana dalla pubblicazione debutta alla prima posizione della Top Singoli; posizione massima raggiunta da questo lavoro discografico, ripetutasi anche le due settimane seguenti. Il brano nella prima settimana di vendita viene certificato disco d'oro dalla FIMI per le oltre 15.000 vendite in digitale, mentre in quella seguente ottiene il disco di platino per le oltre 30.000 vendite.
Successivamente ottiene il doppio disco di platino per le oltre 60.000 vendite.

## Omaggi
La canzone è stata omaggiata nel 2023 dai rapper Geolier, che ne ha proposto una cover remixata, e Rondodasosa che ha inciso e inserito parte dei versi nel proprio pezzo Chiara.

## Classifiche

### Classifiche settimanali
| Classifica (2012) | Posizione massima |
| ----------------- | ----------------- |
| Italia            | 1                 |

### Classifiche di fine anno
| Classifica (2013) | Posizione |
| ----------------- | --------- |
| Italia            | 42        |